# St. Laurentius (Schledehausen)

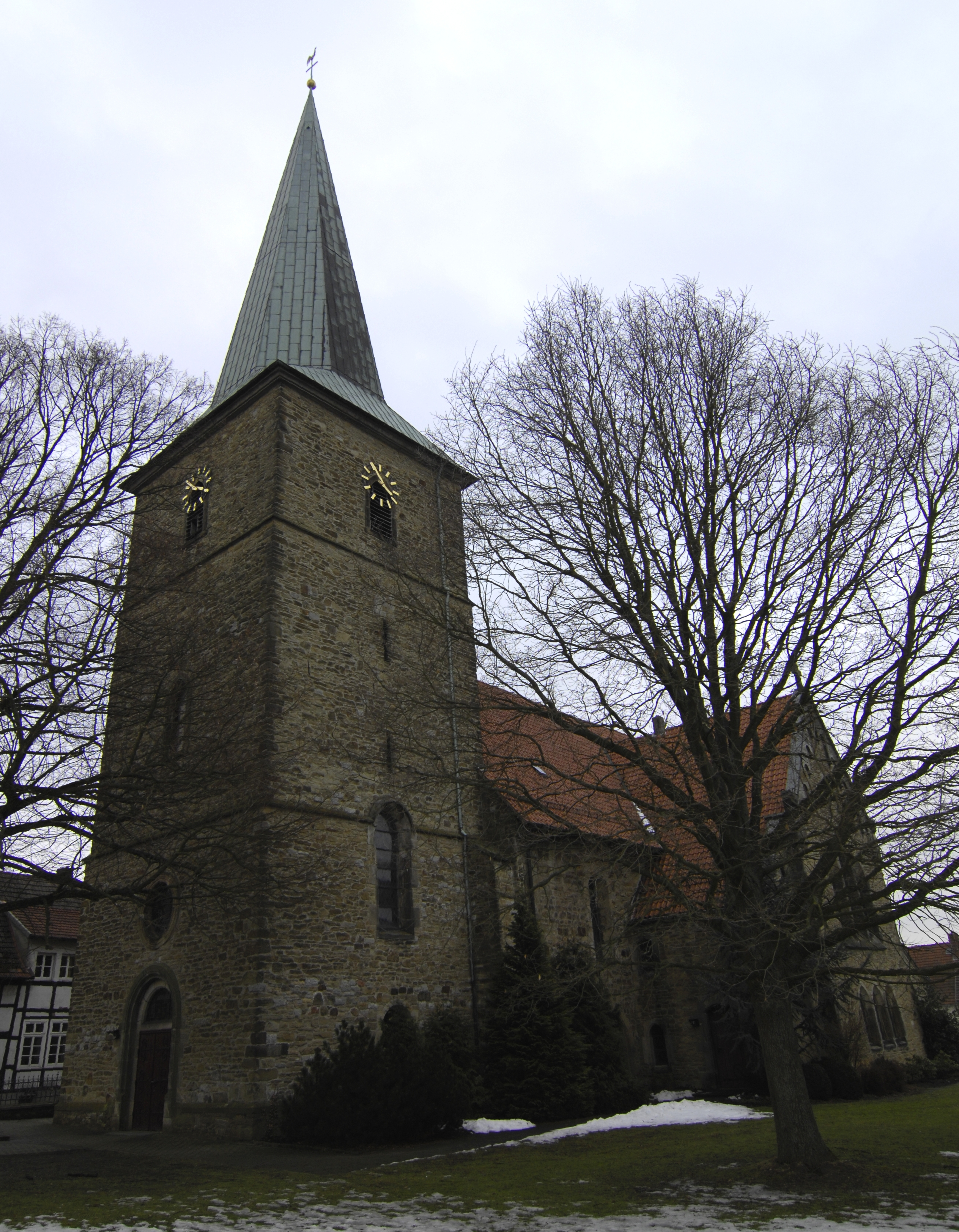
Laurentiuskirche

Die evangelisch-lutherische denkmalgeschützte Laurentiuskirche steht im Ortsteil Schledehausen der Gemeinde Bissendorf im Landkreis Osnabrück von Niedersachsen. Die Kirchengemeinde gehört zum Kirchenkreis Melle-Georgsmarienhütte im Sprengel Osnabrück der Evangelisch-lutherischen Landeskirche Hannovers.

## Geschichte
Die ursprüngliche Saalkirche war eine bischöfliche Eigenkirche aus dem 10. Jahrhundert. Nach 1243 wurde sie neu gebaut. Im Mai 1803 zogen die evangelische und die katholische Gemeinde gemeinsam in die Simultankirche ein. Der neue Kirchturm im Westen wurde 1828 angefügt, nachdem ein Brand 1781 den alten zerstört hatte. Die Kirche wurde 1897 mit einem Querschiff erweitert. Mit der Weihe der neu erbauten katholischen Laurentiuskirche endete 1898 das Simultaneum. 1902 begannen die Sanierungs- und Umbauarbeiten an der evangelischen Laurentiuskirche, bei denen Wand- und Deckenmalereien aus dem 13. Jahrhundert entdeckt wurden. Im Mai 1903 weihte die evangelische Gemeinde ihre renovierte Kirche ein.

## Beschreibung
Die aus Bruchsteinen erbaute Kirche besteht aus dem westlichen Kirchturm, dem Langhaus mit drei quadratischen Jochen, dem Querschiff und dem gerade geschlossenen Chor im Osten. Das Langhaus, das Querschiff und der Chor sind mit Satteldächern bedeckt. Im obersten Geschoss des Turms sind rundbogige Klangarkaden mit den Zifferblättern der Turmuhr. Im Glockenstuhl hängen zwei Kirchenglocken, die 1949 vom Bochumer Verein gegossen wurden. Der Turm wurde 1958 mit einem achtseitigen spitzen Helm bedeckt, sein ursprüngliches Dach ist im Zweiten Weltkrieg zerstört worden. An der Nordseite ist ein Bogenfries unter der Dachtraufe. Das rundbogige Portal mit eingestellten Säulen ist ebenfalls an der Nordseite. Außer den Bogenfenstern der Kirche sind an der Südseite des Chors zweibahnige Maßwerkfenster. Der  Innenraum ist mit kuppeligen Gewölben, die mit Strebepfeilern gestützt werden, überspannt. Die Emporen sind im Westen und in den Querhausarmen. 
Zur Kirchenausstattung gehören eine Kreuzigungsgruppe mit Maria und Johannes vom Anfang des 14. Jahrhunderts und die 1642 gebaute Kanzel mit ihrem Schalldeckel. Das um 1460 entstandene Sakramentshaus ist nicht mehr vorhanden. Das um 1760 entstandene Altarretabel hat Figuren des heiligen Bernhard und des heiligen Konrad zwischen korinthischen Säulen. Oberhalb des Gebälks befindet sich die Figur des heiligen Laurentius. Dahinter in der Ostwand ist das Renaissance-Epitaph von Caspar von Schele eingelassen.
Die Orgel von 1903, erbaut vom Orgelbauer Rohlfing (Osnabrück), wurde beim Bombenangriff im Oktober 1942 zerstört. Als Ersatz diente zunächst ein Harmonium. Die heutige Orgel wurde 1995 von den Gebrüdern Hillebrand Orgelbau gebaut. Sie hat 18 Register, verteilt auf zwei Manuale und Pedal.